# Índice de Proficiência em Inglês da EF
| Proficiência muito alta Proficiência alta Proficiência moderada | Proficiência baixa Proficiência muito baixa Não incluído no relatório |

Mapa-mundi representando os diferentes níveis de proficiência na língua inglesa em 2021 segundo a EF Education First.

O Índice de Proficiência em Inglês da EF ou EF English Proficiency Index (EF EPI), é um índice que busca classificar os países pelo nível médio de habilidade no domínio da língua inglesa entre as pessoas que fazem o teste da EF. O índice foi criado pela EF Education First, uma empresa de educação internacional, que tira suas conclusões de dados coletados através de testes de inglês disponíveis gratuitamente pela Internet. O índice é baseado em uma pesquisa online, que foi publicada pela primeira vez em 2011 com base em dados de testes de 1,7 milhão de participantes. A edição mais recente foi lançada em novembro de 2021.

## Metodologia
A o índice da edição de 2021 foi calculado usando resultados de testes de 2 milhões de pessoas que fizeram o teste em 2020. As pessoas que fizeram o teste foram autoselecionadas. 112 países e territórios aparecem nesta edição do índice. Para ser incluído, um país precisava ter pelo menos 400 participantes.

## Relatório
O relatório é composto por uma tabela de classificação de países, várias páginas de análise com gráficos correlacionando outros fatores econômicos e sociais com a proficiência em inglês e análise de cada região ou continente. O relatório de 2021 inclui níveis de proficiência em inglês por gênero, faixa etária e região, dentro dos países, e algumas pontuações de proficiência em inglês por cidade. O website exibe partes do relatório e tem análises de habilidades em inglês em muitos países e territórios.

### Conclusões primárias
1. As exportações per capita, a renda nacional bruta per capita e a inovação de um país e território se correlacionam positivamente com a proficiência na língua inglesa.[10]
2. Os níveis de proficiência em inglês estão evoluindo em taxas diferentes em diferentes países, incluindo alguns países com habilidades de inglês em declínio.[11]
3. A Europa é o continente com a maior proficiência em inglês, enquanto o Oriente Médio tem a menor proficiência média no idioma.[12]

## Classificação em 2021
Abaixo estão as pontuações mais recentes dos países, faixas de proficiência e classificações publicadas em 2021.
| Posição | País                           | Pontuação em 2021 | Classificação de proficiência |
| ------- | ------------------------------ | ----------------- | ----------------------------- |
| 1       | Países Baixos                  | 663               | Proficiência muito alta       |
| 2       | Áustria                        | 641               | Proficiência muito alta       |
| 3       | Dinamarca                      | 636               | Proficiência muito alta       |
| 4       | Singapura                      | 635               | Proficiência muito alta       |
| 5       | Noruega                        | 632               | Proficiência muito alta       |
| 6       | Bélgica                        | 629               | Proficiência muito alta       |
| 7       | Portugal                       | 625               | Proficiência muito alta       |
| 8       | Suécia                         | 623               | Proficiência muito alta       |
| 9       | Finlândia                      | 618               | Proficiência muito alta       |
| 10      | Croácia                        | 617               | Proficiência muito alta       |
| 11      | Alemanha                       | 616               | Proficiência muito alta       |
| 12      | África do Sul                  | 606               | Proficiência muito alta       |
| 13      | Luxemburgo                     | 604               | Proficiência muito alta       |
| 14      | Sérvia                         | 599               | Proficiência alta             |
| 15      | Romênia                        | 598               | Proficiência alta             |
| 16      | Polônia                        | 597               | Proficiência alta             |
| 17      | Hungria                        | 593               | Proficiência alta             |
| 18      | Filipinas                      | 592               | Proficiência alta             |
| 19      | Grécia                         | 591               | Proficiência alta             |
| 20      | Eslováquia                     | 590               | Proficiência alta             |
| 21      | Quênia                         | 587               | Proficiência alta             |
| 22      | Estônia                        | 581               | Proficiência alta             |
| 23      | Bulgária                       | 580               | Proficiência alta             |
| 24      | Lituânia                       | 579               | Proficiência alta             |
| 25      | Suíça                          | 575               | Proficiência alta             |
| 26      | Letônia                        | 569               | Proficiência alta             |
| 27      | República Checa                | 563               | Proficiência alta             |
| 28      | Malásia                        | 562               | Proficiência alta             |
| 29      | Nigéria                        | 560               | Proficiência alta             |
| 30      | Argentina                      | 556               | Proficiência alta             |
| 31      | França                         | 551               | Proficiência alta             |
| 32      | Hong Kong                      | 545               | Proficiência moderada         |
| 33      | Espanha                        | 540               | Proficiência moderada         |
| 34      | Líbano                         | 536               | Proficiência moderada         |
| 35      | Itália                         | 535               | Proficiência moderada         |
| 36      | Moldávia                       | 532               | Proficiência moderada         |
| 37      | Coreia do Sul                  | 529               | Proficiência moderada         |
| 38      | Belarus                        | 528               | Proficiência moderada         |
| 39      | Albânia                        | 527               | Proficiência moderada         |
| 40      | Ucrânia                        | 525               | Proficiência moderada         |
| 41      | Bolívia                        | 524               | Proficiência moderada         |
| 42      | Gana                           | 523               | Proficiência moderada         |
| 43      | Cuba                           | 521               | Proficiência moderada         |
| 44      | Costa Rica                     | 520               | Proficiência moderada         |
| 44      | República Dominicana           | 520               | Proficiência moderada         |
| 44      | Paraguai                       | 520               | Proficiência moderada         |
| 47      | Chile                          | 516               | Proficiência moderada         |
| 48      | Índia                          | 515               | Proficiência moderada         |
| 49      | China                          | 513               | Proficiência moderada         |
| 50      | Geórgia                        | 512               | Proficiência moderada         |
| 51      | Rússia                         | 511               | Proficiência moderada         |
| 52      | Tunísia                        | 510               | Proficiência moderada         |
| 53      | Uruguai                        | 509               | Proficiência moderada         |
| 54      | El Salvador                    | 508               | Proficiência moderada         |
| 55      | Honduras                       | 506               | Proficiência moderada         |
| 56      | Peru                           | 505               | Proficiência moderada         |
| 57      | Macau                          | 504               | Proficiência moderada         |
| 58      | Irã                            | 501               | Proficiência moderada         |
| 59      | Armênia                        | 499               | Proficiência baixa            |
| 60      | Brasil                         | 497               | Proficiência baixa            |
| 61      | Guatemala                      | 493               | Proficiência baixa            |
| 62      | Nepal                          | 492               | Proficiência baixa            |
| 63      | Etiópia                        | 491               | Proficiência baixa            |
| 63      | Paquistão                      | 491               | Proficiência baixa            |
| 65      | Bangladesh                     | 490               | Proficiência baixa            |
| 66      | Vietnã                         | 486               | Proficiência baixa            |
| 67      | Tanzânia                       | 485               | Proficiência baixa            |
| 68      | Moçambique                     | 482               | Proficiência baixa            |
| 69      | Emirados Árabes Unidos         | 480               | Proficiência baixa            |
| 70      | Turquia                        | 478               | Proficiência baixa            |
| 71      | Marrocos                       | 477               | Proficiência baixa            |
| 72      | Bahrein                        | 476               | Proficiência baixa            |
| 73      | Panamá                         | 475               | Proficiência baixa            |
| 73      | Venezuela                      | 475               | Proficiência baixa            |
| 75      | Argélia                        | 474               | Proficiência baixa            |
| 76      | Nicarágua                      | 470               | Proficiência baixa            |
| 77      | Madagascar                     | 469               | Proficiência baixa            |
| 78      | Japão                          | 468               | Proficiência baixa            |
| 79      | Catar                          | 467               | Proficiência baixa            |
| 80      | Indonésia                      | 466               | Proficiência baixa            |
| 81      | Colômbia                       | 465               | Proficiência baixa            |
| 82      | Sri Lanka                      | 464               | Proficiência baixa            |
| 83      | Mongólia                       | 461               | Proficiência baixa            |
| 84      | Kuwait                         | 458               | Proficiência baixa            |
| 85      | Egito                          | 455               | Proficiência baixa            |
| 86      | Azerbaijão                     | 451               | Proficiência baixa            |
| 87      | Afeganistão                    | 448               | Proficiência muito baixa      |
| 88      | Uzbequistão                    | 447               | Proficiência muito baixa      |
| 89      | Síria                          | 445               | Proficiência muito baixa      |
| 90      | Equador                        | 440               | Proficiência muito baixa      |
| 90      | Jordânia                       | 440               | Proficiência muito baixa      |
| 92      | México                         | 436               | Proficiência muito baixa      |
| 93      | Mianmar                        | 429               | Proficiência muito baixa      |
| 94      | Angola                         | 428               | Proficiência muito baixa      |
| 94      | Camarões                       | 428               | Proficiência muito baixa      |
| 96      | Cazaquistão                    | 426               | Proficiência muito baixa      |
| 97      | Camboja                        | 423               | Proficiência muito baixa      |
| 98      | Sudão                          | 421               | Proficiência muito baixa      |
| 99      | Costa do Marfim                | 420               | Proficiência muito baixa      |
| 100     | Tailândia                      | 419               | Proficiência muito baixa      |
| 101     | Quirguistão                    | 418               | Proficiência muito baixa      |
| 102     | Omã                            | 417               | Proficiência muito baixa      |
| 103     | Tajiquistão                    | 405               | Proficiência muito baixa      |
| 104     | Arábia Saudita                 | 404               | Proficiência muito baixa      |
| 105     | Haiti                          | 403               | Proficiência muito baixa      |
| 106     | Somália                        | 401               | Proficiência muito baixa      |
| 107     | Iraque                         | 399               | Proficiência muito baixa      |
| 108     | Líbia                          | 390               | Proficiência muito baixa      |
| 109     | Ruanda                         | 389               | Proficiência muito baixa      |
| 110     | República Democrática do Congo | 386               | Proficiência muito baixa      |
| 111     | Sudão do Sul                   | 363               | Proficiência muito baixa      |
| 112     | Iêmen                          | 360               | Proficiência muito baixa      |

## Relatórios semelhantes
A Comissão Europeia realizou um inquérito linguístico, o SurveyLang, que testou uma amostra representativa de estudantes europeus com 15 anos nas suas competências em línguas estrangeiras. O relatório e os conjuntos de dados foram divulgados para 13 países europeus em junho de 2012.

## Ligações Externas
- «Sítio oficial»